# Phantom Thread
Phantom Thread is een Amerikaanse dramafilm uit 2017, geschreven en geregisseerd door Paul Thomas Anderson.

## Verhaal
De befaamde modeontwerper Reynolds Woodcock (Daniel Day-Lewis) en zijn zuster Cyril (Lesley Manville) bewegen zich in het centrum van de Britse mode-industrie in het naoorlogse Londen. Ze maken kleding voor de koninklijke familie en vele edellieden. Woodcock, een populaire vrijgezel, ontmoet op een dag Alma (Vicky Krieps), een jonge zelfstandige vrouw, die zijn georganiseerd leven op zijn kop zet en zijn muze en geliefde wordt.

## Rolverdeling
| Acteur                | Personage                  |
| --------------------- | -------------------------- |
| Daniel Day-Lewis      | Reynolds Jeremiah Woodcock |
| Lesley Manville       | Cyril Woodcock             |
| Vicky Krieps          | Alma Elson                 |
| Camilla Rutherford    | Johanna                    |
| Gina McKee            | gravin Henrietta Harding   |
| George Glasgow        | Nigel Cheddar-Goode        |
| Brian Gleeson         | dokter Robert Hardy        |
| Harriet Sansom Harris | Barbara Rose               |
| Lujza Richter         | prinses Mona Braganza      |
| Julia Davis           | Lady Baltimore             |
| Nicholas Mander       | Lord Baltimore             |
| Philip Franks         | Peter Martin               |
| Phyllis MacMahon      | Tippy                      |
| Silas Carson          | Rubio Gurrerro             |
| Eric Sigmundsson      | Cal Rose                   |
| Richard Graham        | George Riley               |
| Martin Dew            | John Evans                 |
| Peter Cobden          | visser                     |
| Ian Harrod            | registrator                |
| Jane Perry            | mrs. Vaughan               |

## Productie
In juni 2016 werd aangekondigd dat Paul Thomas Anderson een film ging schrijven en regisseren over de modewereld in de jaren 1950, met Daniel Day-Lewis in de hoofdrol. Het is de eerste film van Anderson die gefilmd werd buiten de Verenigde Staten. De filmopnamen gingen van start in januari 2017 in Lythe, Engeland.
Phantom Thread kreeg positieve kritieken van de filmcritici met een score van 89% op Rotten Tomatoes, gebaseerd op 37 beoordelingen.

## Prijzen en nominaties
De belangrijkste:
| Jaar | Prijs                                      | Categorie                                | Genomineerde(n)                          | Uitslag     |
| ---- | ------------------------------------------ | ---------------------------------------- | ---------------------------------------- | ----------- |
| 2018 | Golden Globes                              | Beste acteur in een dramafilm            | Daniel Day-Lewis                         | Genomineerd |
| 2018 | Golden Globes                              | Beste filmmuziek                         | Johnny Greenwood                         | Genomineerd |
| 2018 | Critics' Choice Awards                     | Beste acteur                             | Daniel Day-Lewis                         | Genomineerd |
| 2018 | Critics' Choice Awards                     | Beste Production Design                  | Mark Tildesley & Veronique Melery        | Genomineerd |
| 2018 | Critics' Choice Awards                     | Beste kostuums                           | Mark Bridges                             | Gewonnen    |
| 2018 | Critics' Choice Awards                     | Beste filmmuziek                         | Johnny Greenwood                         | Genomineerd |
| 2018 | Satellite Awards                           | Beste acteur                             | Daniel Day-Lewis                         | Genomineerd |
| 2018 | Satellite Awards                           | Beste Art Direction en Production Design | Beste Art Direction en Production Design | Genomineerd |
| 2018 | Satellite Awards                           | Beste kostuums                           | Mark Bridges                             | Gewonnen    |
| 2018 | BAFTA Awards                               | Beste acteur                             | Daniel Day-Lewis                         | Genomineerd |
| 2018 | BAFTA Awards                               | Beste vrouwelijke bijrol                 | Lesley Manville                          | Genomineerd |
| 2018 | BAFTA Awards                               | Beste kostuums                           | Mark Bridges                             | Gewonnen    |
| 2018 | BAFTA Awards                               | Beste filmmuziek                         | Johnny Greenwood                         | Genomineerd |
| 2018 | Academy Awards                             | Beste film                               | Beste film                               | Genomineerd |
| 2018 | Academy Awards                             | Beste regisseur                          | Paul Thomas Anderson                     | Genomineerd |
| 2018 | Academy Awards                             | Beste acteur                             | Daniel Day-Lewis                         | Genomineerd |
| 2018 | Academy Awards                             | Beste vrouwelijke bijrol                 | Lesley Manville                          | Genomineerd |
| 2018 | Academy Awards                             | Beste filmmuziek                         | Johnny Greenwood                         | Genomineerd |
| 2018 | Academy Awards                             | Beste kostuums                           | Mark Bridges                             | Gewonnen    |
| 2017 | National Board of Review                   | Beste origineel script                   | Paul Thomas Anderson                     | Gewonnen    |
| 2017 | National Board of Review                   | Top 10-film                              | Top 10-film                              | Gewonnen    |
| 2017 | New York Film Critics Circle Award         | Beste script                             | Paul Thomas Anderson                     | Gewonnen    |
| 2017 | Los Angeles Film Critics Association Award | Beste muziek                             | Jonny Greenwood                          | Gewonnen    |